# Le Samyn 2016
Pour la course féminine, voir Le Samyn des Dames 2016.
La 48e édition du Samyn a eu lieu le 2 mars 2016. La course fait partie du calendrier UCI Europe Tour 2016 en catégorie 1.1. C'est également la première épreuve de la Coupe de Belgique de cyclisme sur route 2016 ainsi que la première de la Lotto Wallonia Cup 2016.
L'épreuve a été remportée en solitaire par le Néerlandais Niki Terpstra (Etixx-Quick Step) 19 secondes devant le Britannique Scott Thwaites (Bora-Argon 18) et 37 secondes sur un trio réglé au sprint par le Français Florian Sénéchal (Cofidis).

## Présentation

### Équipes
Classé en catégorie 1.1 de l'UCI Europe Tour, le Samyn est par conséquent ouvert aux WorldTeams dans la limite de 50 % des équipes participantes, aux équipes continentales professionnelles, aux équipes continentales et aux équipes nationales.
Vingt-cinq équipes participent à ce Samyn - sept WorldTeams, dix équipes continentales professionnelles et huit équipes continentales :
| UCI WorldTeams   | UCI WorldTeams | UCI WorldTeams |
| Nom de l'équipe  | Pays           | Code           |
| ---------------- | -------------- | -------------- |
| AG2R La Mondiale | France         | ALM            |
| BMC Racing       | États-Unis     | BMC            |
| Etixx-Quick Step | Belgique       | EQS            |
| FDJ              | France         | FDJ            |
| Katusha          | Russie         | KAT            |
| Lotto NL-Jumbo   | Pays-Bas       | TLJ            |
| Lotto-Soudal     | Belgique       | LTS            |

| Équipes continentales professionnelles | Équipes continentales professionnelles | Équipes continentales professionnelles |
| Nom de l'équipe                        | Pays                                   | Code                                   |
| -------------------------------------- | -------------------------------------- | -------------------------------------- |
| Bora-Argon 18                          | Allemagne                              | BOA                                    |
| CCC Sprandi Polkowice                  | Pologne                                | CCC                                    |
| Cofidis                                | France                                 | COF                                    |
| Delko-Marseille Provence-KTM           | France                                 | DMP                                    |
| Direct Énergie                         | France                                 | DEN                                    |
| Fortuneo-Vital Concept                 | France                                 | FVC                                    |
| ONE                                    | Grande-Bretagne                        | ONE                                    |
| Roompot-Oranje Peloton                 | Pays-Bas                               | ROP                                    |
| Topsport Vlaanderen-Baloise            | Belgique                               | TSV                                    |
| Wanty-Groupe Gobert                    | Belgique                               | WGG                                    |

| Équipes continentales            | Équipes continentales | Équipes continentales |
| Nom de l'équipe                  | Pays                  | Code                  |
| -------------------------------- | --------------------- | --------------------- |
| 3M                               | Belgique              | MMM                   |
| An Post-ChainReaction            | Irlande               | SKT                   |
| Color Code-Arden'Beef            | Belgique              | CCA                   |
| Crelan-Vastgoedservice           | Belgique              | CRV                   |
| Superano Ham-Isorex              | Belgique              | SHI                   |
| Veranclassic-Ago                 | Belgique              | VER                   |
| Verandas Willems                 | Belgique              | VWT                   |
| Wallonie Bruxelles-Group Protect | Belgique              | WBC                   |

### Primes
Les vingt prix sont attribués suivant le barème de l'UCI,. Le total général des prix distribués est de 14 477 €.
| Position | 1er     | 2e      | 3e      | 4e    | 5e    | 6e    | 7e    | 8e    | 9e    | 10e à 20e |
| Prix     | 5 785 € | 2 895 € | 1 445 € | 715 € | 580 € | 433 € | 433 € | 287 € | 287 € | 147 €     |

## Classements

### Classement final
| Classement final | Classement final  | Classement final | Classement final            | Classement final   |
|                  | Coureur           | Pays             | Équipe                      | Temps              |
| ---------------- | ----------------- | ---------------- | --------------------------- | ------------------ |
| 1er              | Niki Terpstra     | Pays-Bas         | Etixx-Quick Step            | en 4 h 52 min 52 s |
| 2e               | Scott Thwaites    | Royaume-Uni      | Bora-Argon 18               | + 19 s             |
| 3e               | Florian Sénéchal  | France           | Cofidis                     | + 37 s             |
| 4e               | Loïc Vliegen      | Belgique         | BMC Racing                  | + 37 s             |
| 5e               | Nils Politt       | Allemagne        | Katusha                     | + 37 s             |
| 6e               | Dylan Groenewegen | Pays-Bas         | Lotto NL-Jumbo              | + 44 s             |
| 7e               | Sven Erik Bystrøm | Norvège          | Katusha                     | + 44 s             |
| 8e               | Tim Declercq      | Belgique         | Topsport Vlaanderen-Baloise | + 46 s             |
| 9e               | Maarten Wynants   | Belgique         | Lotto NL-Jumbo              | + 48 s             |
| 10e              | Tony Hurel        | France           | Direct Énergie              | + 1 min 0 s        |
| modifier         |                   |                  |                             |                    |

### Classement de la Coupe de Belgique

#### Classement individuel
| Top dix de la Coupe de Belgique à l'issue de la 1re manche | Top dix de la Coupe de Belgique à l'issue de la 1re manche | Top dix de la Coupe de Belgique à l'issue de la 1re manche | Top dix de la Coupe de Belgique à l'issue de la 1re manche | Top dix de la Coupe de Belgique à l'issue de la 1re manche |
| ---------------------------------------------------------- | ---------------------------------------------------------- | ---------------------------------------------------------- | ---------------------------------------------------------- | ---------------------------------------------------------- |
|                                                            | Coureur                                                    | Pays                                                       | Équipe                                                     | Point(s)                                                   |
| 1er                                                        | Niki Terpstra                                              | Pays-Bas                                                   | Etixx-Quick Step                                           | 100 points                                                 |
| 2e                                                         | Scott Thwaites                                             | Royaume-Uni                                                | Bora-Argon 18                                              | 85 pts                                                     |
| 3e                                                         | Florian Sénéchal                                           | France                                                     | Cofidis                                                    | 72 pts                                                     |
| 4e                                                         | Loïc Vliegen                                               | Belgique                                                   | BMC Racing                                                 | 60 pts                                                     |
| 5e                                                         | Nils Politt                                                | Allemagne                                                  | Katusha                                                    | 50 pts                                                     |
| 6e                                                         | Dylan Groenewegen                                          | Pays-Bas                                                   | Lotto NL-Jumbo                                             | 45 pts                                                     |
| 7e                                                         | Sven Erik Bystrøm                                          | Norvège                                                    | Katusha                                                    | 40 pts                                                     |
| 8e                                                         | Tim Declercq                                               | Belgique                                                   | Topsport Vlaanderen-Baloise                                | 35 pts                                                     |
| 9e                                                         | Maarten Wynants                                            | Belgique                                                   | Lotto NL-Jumbo                                             | 30 pts                                                     |
| 10e                                                        | Tony Hurel                                                 | France                                                     | Direct Énergie                                             | 25 pts                                                     |
| modifier                                                   |                                                            |                                                            |                                                            |                                                            |

#### Classement individuel des jeunes
| Top un de la Coupe de Belgique à l'issue de la 1re manche | Top un de la Coupe de Belgique à l'issue de la 1re manche | Top un de la Coupe de Belgique à l'issue de la 1re manche | Top un de la Coupe de Belgique à l'issue de la 1re manche | Top un de la Coupe de Belgique à l'issue de la 1re manche |
| --------------------------------------------------------- | --------------------------------------------------------- | --------------------------------------------------------- | --------------------------------------------------------- | --------------------------------------------------------- |
|                                                           | Coureur                                                   | Pays                                                      | Équipe                                                    | Point(s)                                                  |
| 1er                                                       | Nils Politt                                               | Allemagne                                                 | Katusha                                                   | 50 points                                                 |
| modifier                                                  |                                                           |                                                           |                                                           |                                                           |

#### Classement des points chauds
| Top cinq de la Coupe de Belgique à l'issue de la 1re manche | Top cinq de la Coupe de Belgique à l'issue de la 1re manche | Top cinq de la Coupe de Belgique à l'issue de la 1re manche | Top cinq de la Coupe de Belgique à l'issue de la 1re manche | Top cinq de la Coupe de Belgique à l'issue de la 1re manche |
| ----------------------------------------------------------- | ----------------------------------------------------------- | ----------------------------------------------------------- | ----------------------------------------------------------- | ----------------------------------------------------------- |
|                                                             | Coureur                                                     | Pays                                                        | Équipe                                                      | Point(s)                                                    |
| 1er                                                         | Niki Terpstra                                               | Pays-Bas                                                    | Etixx-Quick Step                                            | 34 points                                                   |
| 2e                                                          | Nils Politt                                                 | Allemagne                                                   | Katusha                                                     | 25 pts                                                      |
| 3e                                                          | Florian Sénéchal                                            | France                                                      | Cofidis                                                     | 20 pts                                                      |
| 4e                                                          | Scott Thwaites                                              | Allemagne                                                   | Bora-Argon 18                                               | 16 pts                                                      |
| 5e                                                          | Sean De Bie                                                 | Belgique                                                    | Lotto-Soudal                                                | 12 pts                                                      |
| modifier                                                    |                                                             |                                                             |                                                             |                                                             |

#### Classement par équipes
| \| \| Top dix de la Coupe de Belgique à l'issue de la 1re manche[1] \| | \| \| Top dix de la Coupe de Belgique à l'issue de la 1re manche[1] \| | \| \| Top dix de la Coupe de Belgique à l'issue de la 1re manche[1] \| | \| \| Top dix de la Coupe de Belgique à l'issue de la 1re manche[1] \| |
| ---------------------------------------------------------------------- | ---------------------------------------------------------------------- | ---------------------------------------------------------------------- | ---------------------------------------------------------------------- |
|                                                                        | Équipe                                                                 | Pays                                                                   | Point(s)                                                               |
| 1                                                                      | Lotto NL-Jumbo                                                         | Pays-Bas                                                               | 12                                                                     |
| 2                                                                      | Topsport Vlaanderen-Baloise                                            | Belgique                                                               | 9                                                                      |
| 3                                                                      | Katusha                                                                | Russie                                                                 | 8                                                                      |
| 4                                                                      | Etixx-Quick Step                                                       | Belgique                                                               | 7                                                                      |
| 5                                                                      | Bora-Argon 18                                                          | Allemagne                                                              | 6                                                                      |
| 6                                                                      | AG2R La Mondiale                                                       | France                                                                 | 5                                                                      |
| 7                                                                      | Wallonie Bruxelles-Group Protect                                       | Belgique                                                               | 4                                                                      |
| 8                                                                      | Wanty-Groupe Gobert                                                    | Belgique                                                               | 3                                                                      |
| 9                                                                      | ONE                                                                    | Royaume-Uni                                                            | 2                                                                      |
| 10                                                                     | Cofidis                                                                | France                                                                 | 1                                                                      |
|                                                                        | Top dix de la Coupe de Belgique à l'issue de la 1re manche             |                                                                        |                                                                        |

### UCI Europe Tour
Ce Samyn attribue des points pour l'UCI Europe Tour 2016, par équipes seulement aux coureurs des équipes continentales professionnelles et continentales, individuellement à tous les coureurs sauf ceux faisant partie d'une équipe ayant un label WorldTeam.
| Position           | 1er | 2e | 3e | 4e | 5e | 6e | 7e | 8e | 9e | 10e | 11e | 12e | 13e à 15e | 16e à 25e |
| Classement général | 125 | 85 | 70 | 60 | 50 | 40 | 35 | 30 | 25 | 20  | 15  | 10  | 5         | 3         |

## Liste des participants
- Liste de départ complète

| Légende | Légende                                                                    | Légende | Légende                                                    |
| ------- | -------------------------------------------------------------------------- | ------- | ---------------------------------------------------------- |
| Num     | Dossard de départ porté par le coureur sur ce Samyn                        | Pos     | Position à l'arrivée de la course                          |
|         | Indique un maillot de champion national ou mondial, suivi de sa spécialité | NP      | Indique un coureur qui n'a pas pris le départ de la course |
| AB      | Indique un coureur qui n'a pas terminé la course                           | HD      | Indique un coureur qui a terminé la course hors des délais |

| Lotto-Soudal LTS                     | Lotto-Soudal LTS         | Lotto-Soudal LTS |
| ------------------------------------ | ------------------------ | ---------------- |
| Num                                  | Coureur                  | Pos              |
| 1                                    | Sander Armée (BEL)       | AB               |
| 2                                    | Sean De Bie (BEL)        | 13e              |
| 3                                    | Thomas De Gendt (BEL)    | AB               |
| 4                                    | Gert Dockx (BEL)         | AB               |
| 5                                    | Frederik Frison (BEL)    | AB               |
| 6                                    | Tosh Van der Sande (BEL) | AB               |
| 7                                    | Louis Vervaeke (BEL)     | AB               |
| 8                                    | Jelle Wallays (BEL)      | AB               |
| Directeur sportif : Frederik Willems |                          |                  |

| AG2R La Mondiale ALM           | AG2R La Mondiale ALM     | AG2R La Mondiale ALM |
| ------------------------------ | ------------------------ | -------------------- |
| Num                            | Coureur                  | Pos                  |
| 11                             | Gediminas Bagdonas (LTU) | 15e                  |
| 12                             | Julien Bérard (FRA)      | AB                   |
| 13                             | François Bidard (FRA)    | AB                   |
| 14                             | Maxime Daniel (FRA)      | 11e                  |
| 15                             | Nico Denz (GER)          | AB                   |
| 16                             | Patrick Gretsch (GER)    | AB                   |
| 17                             | Blel Kadri (FRA)         | AB                   |
| 18                             |                          |                      |
| Directeur sportif : Gilles Mas |                          |                      |

| BMC Racing BMC                      | BMC Racing BMC         | BMC Racing BMC |
| ----------------------------------- | ---------------------- | -------------- |
| Num                                 | Coureur                | Pos            |
| 21                                  | Philippe Gilbert (BEL) | AB             |
| 22                                  | Tom Bohli (SUI)        | AB             |
| 23                                  | Marcus Burghardt (GER) | AB             |
| 24                                  | Floris Gerts (NED)     | AB             |
| 25                                  | Joey Rosskopf (USA)    | AB             |
| 26                                  | Manuel Senni (ITA)     | AB             |
| 27                                  | Loïc Vliegen (BEL)     | 4e             |
| 28                                  |                        |                |
| Directeur sportif : Jackson Stewart |                        |                |

| Etixx-Quick Step EQS               | Etixx-Quick Step EQS           | Etixx-Quick Step EQS |
| ---------------------------------- | ------------------------------ | -------------------- |
| Num                                | Coureur                        | Pos                  |
| 31                                 | Julian Alaphilippe (FRA)       | AB                   |
| 32                                 | Rodrigo Contreras (COL)        | AB                   |
| 33                                 | Gianni Meersman (BEL)          | AB                   |
| 34                                 | Niki Terpstra (NED) (Route)    | 1er                  |
| 35                                 | Guillaume Van Keirsbulck (BEL) | AB                   |
| 36                                 | Davide Martinelli (ITA)        | 20e                  |
| 37                                 | Łukasz Wiśniowski (POL)        | AB                   |
| 38                                 | Laurens De Plus (BEL)          | AB                   |
| Directeur sportif : Rik Van Slycke |                                |                      |

| FDJ                               | FDJ                            | FDJ |
| --------------------------------- | ------------------------------ | --- |
| Num                               | Coureur                        | Pos |
| 41                                |                                |     |
| 42                                | Pierre-Henri Lecuisinier (FRA) | 26e |
| 43                                | Daniel Hoelgaard (NOR)         | AB  |
| 44                                | Johan Le Bon (FRA)             | AB  |
| 45                                | Olivier Le Gac (FRA)           | AB  |
| 46                                | Lorrenzo Manzin (FRA)          | AB  |
| 47                                | Yoann Offredo (FRA)            | AB  |
| 48                                | Cédric Pineau (FRA)            | AB  |
| Directeur sportif : Franck Pineau |                                |     |

| Katusha KAT                            | Katusha KAT             | Katusha KAT |
| -------------------------------------- | ----------------------- | ----------- |
| Num                                    | Coureur                 | Pos         |
| 51                                     | Sven Erik Bystrøm (NOR) | 7e          |
| 52                                     | Dmitry Kozontchuk (RUS) | AB          |
| 53                                     | Vladimir Isaychev (RUS) | AB          |
| 54                                     | Nils Politt (GER)       | 5e          |
| 55                                     | Alexander Porsev (RUS)  | AB          |
| 56                                     | Jhonatan Restrepo (COL) | AB          |
| 57                                     | Alexey Tsatevitch (RUS) | AB          |
| 58                                     | Anton Vorobyev (RUS)    | AB          |
| Directeur sportif : Guennadi Mikhailov |                         |             |

| Lotto NL-Jumbo TLJ                | Lotto NL-Jumbo TLJ      | Lotto NL-Jumbo TLJ |
| --------------------------------- | ----------------------- | ------------------ |
| Num                               | Coureur                 | Pos                |
| 61                                | Koen Bouwman (NED)      | AB                 |
| 62                                | Twan Castelijns (NED)   | 18e                |
| 63                                | Dylan Groenewegen (NED) | 6e                 |
| 64                                | Martijn Keizer (NED)    | AB                 |
| 65                                | Moreno Hofland (NED)    | AB                 |
| 66                                |                         |                    |
| 67                                | Alexey Vermeulen (USA)  | AB                 |
| 68                                | Maarten Wynants (BEL)   | 9e                 |
| Directeur sportif : Merijn Zeeman |                         |                    |

| Bora-Argon 18 BOA                 | Bora-Argon 18 BOA         | Bora-Argon 18 BOA |
| --------------------------------- | ------------------------- | ----------------- |
| Num                               | Coureur                   | Pos               |
| 71                                |                           |                   |
| 72                                | Zakkari Dempster (AUS)    | AB                |
| 73                                | Ralf Matzka (GER)         | 19e               |
| 74                                | Christoph Pfingsten (GER) | AB                |
| 75                                | Lukas Pöstlberger (AUT)   | AB                |
| 76                                | Andreas Schillinger (GER) | AB                |
| 77                                | Michael Schwarzmann (GER) | AB                |
| 78                                | Scott Thwaites (GBR)      | 2e                |
| Directeur sportif : André Schulze |                           |                   |

| CCC Sprandi Polkowice CCC              | CCC Sprandi Polkowice CCC | CCC Sprandi Polkowice CCC |
| -------------------------------------- | ------------------------- | ------------------------- |
| Num                                    | Coureur                   | Pos                       |
| 81                                     | Łukasz Owsian (POL)       | AB                        |
| 82                                     | Tomasz Kiendyś (POL)      | AB                        |
| 83                                     | Adrian Kurek (POL)        | 27e                       |
| 84                                     | Josef Černý (CZE)         | AB                        |
| 85                                     | Eryk Latoń (POL)          | AB                        |
| 86                                     | Grzegorz Stępniak (POL)   | AB                        |
| 87                                     | Jarosław Marycz (POL)     | AB                        |
| 88                                     | Bartłomiej Matysiak (POL) | AB                        |
| Directeur sportif : Gabriele Missaglia |                           |                           |

| Cofidis COF                              | Cofidis COF               | Cofidis COF |
| ---------------------------------------- | ------------------------- | ----------- |
| Num                                      | Coureur                   | Pos         |
| 91                                       | Jonas Ahlstrand (SWE)     | AB          |
| 92                                       | Nacer Bouhanni (FRA)      | AB          |
| 93                                       | Loïc Chetout (FRA)        | AB          |
| 94                                       | Hugo Hofstetter (FRA)     | AB          |
| 95                                       | Gert Jõeäär (EST) (Route) | AB          |
| 96                                       | Florian Sénéchal (FRA)    | 3e          |
| 97                                       | Kenneth Vanbilsen (BEL)   | AB          |
| 98                                       | Anthony Perez (FRA)       | AB          |
| Directeur sportif : Christian Guiberteau |                           |             |

| Delko-Marseille Provence-KTM DMP        | Delko-Marseille Provence-KTM DMP | Delko-Marseille Provence-KTM DMP |
| --------------------------------------- | -------------------------------- | -------------------------------- |
| Num                                     | Coureur                          | Pos                              |
| 101                                     |                                  |                                  |
| 102                                     |                                  |                                  |
| 103                                     | Romain Combaud (FRA)             | AB                               |
| 104                                     | Fredrik Strand Galta (NOR)       | AB                               |
| 105                                     | Benjamin Giraud (FRA)            | AB                               |
| 106                                     | Martin Laas (EST)                | AB                               |
| 107                                     | Christophe Laborie (FRA)         | AB                               |
| 108                                     |                                  |                                  |
| Directeur sportif : Freddy Lecarpentier |                                  |                                  |

| Direct Énergie DEN                    | Direct Énergie DEN       | Direct Énergie DEN |
| ------------------------------------- | ------------------------ | ------------------ |
| Num                                   | Coureur                  | Pos                |
| 111                                   | Ryan Anderson (CAN)      | AB                 |
| 112                                   | Romain Cardis (FRA)      | AB                 |
| 113                                   | Jérémy Cornu (FRA)       | AB                 |
| 114                                   | Yohann Gène (FRA)        | AB                 |
| 115                                   | Tony Hurel (FRA)         | 10e                |
| 116                                   | Julien Morice (FRA)      | AB                 |
| 117                                   | Alexandre Pichot (FRA)   | AB                 |
| 118                                   | Guillaume Thévenot (FRA) | AB                 |
| Directeur sportif : Dominique Arnould |                          |                    |

| Fortuneo-Vital Concept FVC       | Fortuneo-Vital Concept FVC | Fortuneo-Vital Concept FVC |
| -------------------------------- | -------------------------- | -------------------------- |
| Num                              | Coureur                    | Pos                        |
| 121                              | Franck Bonnamour (FRA)     | AB                         |
| 122                              | Jean-Marc Bideau (FRA)     | AB                         |
| 123                              | Daniel McLay (GBR)         | 12e                        |
| 124                              | Kévin Ledanois (FRA)       | AB                         |
| 125                              | Maxime Cam (FRA)           | AB                         |
| 126                              |                            |                            |
| 127                              | Brice Feillu (FRA)         | AB                         |
| 128                              | Boris Vallée (BEL)         | AB                         |
| Directeur sportif : Roger Tréhin |                            |                            |

| ONE                                 | ONE                    | ONE |
| ----------------------------------- | ---------------------- | --- |
| Num                                 | Coureur                | Pos |
| 131                                 | Peter Williams (GBR)   | AB  |
| 132                                 | Kristian House (GBR)   | AB  |
| 133                                 | Joshua Hunt (GBR)      | AB  |
| 134                                 | Tom Baylis (GBR)       | AB  |
| 135                                 | Samuel Williams (GBR)  | AB  |
| 136                                 | Chris Opie (GBR)       | AB  |
| 137                                 | Martin Mortensen (DEN) | 23e |
| 138                                 | Yanto Barker (GBR)     | 25e |
| Directeur sportif : Matthew Winston |                        |     |

| Roompot-Oranje Peloton ROP            | Roompot-Oranje Peloton ROP | Roompot-Oranje Peloton ROP |
| ------------------------------------- | -------------------------- | -------------------------- |
| Num                                   | Coureur                    | Pos                        |
| 141                                   | Huub Duyn (NED)            | AB                         |
| 142                                   | Etienne van Empel (NED)    | AB                         |
| 143                                   | Brian van Goethem (NED)    | AB                         |
| 144                                   |                            |                            |
| 145                                   | Tim Kerkhof (NED)          | AB                         |
| 146                                   | Michel Kreder (NED)        | AB                         |
| 147                                   | Ivar Slik (NED)            | AB                         |
| 148                                   |                            |                            |
| Directeur sportif : Michel Cornelisse |                            |                            |

| Topsport Vlaanderen-Baloise TSV    | Topsport Vlaanderen-Baloise TSV | Topsport Vlaanderen-Baloise TSV |
| ---------------------------------- | ------------------------------- | ------------------------------- |
| Num                                | Coureur                         | Pos                             |
| 151                                | Floris De Tier (BEL)            | 14e                             |
| 152                                | Eliot Lietaer (BEL)             | AB                              |
| 153                                | Tim Declercq (BEL)              | 8e                              |
| 154                                |                                 |                                 |
| 155                                | Sander Helven (BEL)             | 17e                             |
| 156                                | Stijn Steels (BEL)              | 28e                             |
| 157                                | Otto Vergaerde (BEL)            | AB                              |
| 158                                | Jef Van Meirhaeghe (BEL)        | AB                              |
| Directeur sportif : Hans De Clercq |                                 |                                 |

| Wanty-Groupe Gobert WGG                      | Wanty-Groupe Gobert WGG | Wanty-Groupe Gobert WGG |
| -------------------------------------------- | ----------------------- | ----------------------- |
| Num                                          | Coureur                 | Pos                     |
| 161                                          | Marco Marcato (ITA)     | 21e                     |
| 162                                          | Jérôme Baugnies (BEL)   | AB                      |
| 163                                          | Dimitri Claeys (BEL)    | 22e                     |
| 164                                          | Antoine Demoitié (BEL)  | AB                      |
| 165                                          | Kenny Dehaes (BEL)      | AB                      |
| 166                                          | Roy Jans (BEL)          | AB                      |
| 167                                          | Mark McNally (GBR)      | AB                      |
| 168                                          | Kévin Van Melsen (BEL)  | AB                      |
| Directeur sportif : Hilaire Van der Schueren |                         |                         |

| Wallonie Bruxelles-Group Protect WBC | Wallonie Bruxelles-Group Protect WBC | Wallonie Bruxelles-Group Protect WBC |
| ------------------------------------ | ------------------------------------ | ------------------------------------ |
| Num                                  | Coureur                              | Pos                                  |
| 171                                  | Gaëtan Pons (BEL)                    | AB                                   |
| 172                                  | Olivier Chevalier (BEL)              | AB                                   |
| 173                                  | Kevyn Ista (BEL)                     | AB                                   |
| 174                                  | Olivier Pardini (BEL)                | 16e                                  |
| 175                                  | Julien Stassen (BEL)                 | AB                                   |
| 176                                  | Baptiste Planckaert (BEL)            | 24e                                  |
| 177                                  | Ludwig De Winter (BEL)               | AB                                   |
| 178                                  | Jimmy Duquennoy (BEL)                | AB                                   |
| Directeur sportif : Olivier Kaisen   |                                      |                                      |

| Color Code-Arden'Beef CCA                    | Color Code-Arden'Beef CCA | Color Code-Arden'Beef CCA |
| -------------------------------------------- | ------------------------- | ------------------------- |
| Num                                          | Coureur                   | Pos                       |
| 181                                          | Julien Mortier (BEL)      | AB                        |
| 182                                          | Johan Hemroulle (BEL)     | AB                        |
| 183                                          | Antoine Loy (BEL)         | AB                        |
| 184                                          | Rémy Mertz (BEL)          | AB                        |
| 185                                          | Martin Palm (BEL)         | AB                        |
| 186                                          | Maximilien Picoux (BEL)   | AB                        |
| 187                                          | Franklin Six (BEL)        | AB                        |
| 188                                          | Lionel Taminiaux (BEL)    | AB                        |
| Directeur sportif : Jean-Denis Vandenbroucke |                           |                           |

| Crelan-Vastgoedservice CRV       | Crelan-Vastgoedservice CRV | Crelan-Vastgoedservice CRV |
| -------------------------------- | -------------------------- | -------------------------- |
| Num                              | Coureur                    | Pos                        |
| 191                              | David Boucher (FRA)        | AB                         |
| 192                              | Gerry Druyts (BEL)         | AB                         |
| 193                              | Yannick Eijssen (BEL)      | AB                         |
| 194                              | Alexander Geuens (BEL)     | AB                         |
| 195                              | Pieter Jacobs (BEL)        | AB                         |
| 196                              | Xandro Meurisse (BEL)      | AB                         |
| 197                              | Fréderique Robert (BEL)    | AB                         |
| 198                              | Timothy Stevens (BEL)      | AB                         |
| Directeur sportif : Roger Loysch |                            |                            |

| Veranclassic-Ago VER                | Veranclassic-Ago VER        | Veranclassic-Ago VER |
| ----------------------------------- | --------------------------- | -------------------- |
| Num                                 | Coureur                     | Pos                  |
| 201                                 | Jonathan Breyne (BEL)       | AB                   |
| 202                                 | Julien Van den Brande (BEL) | AB                   |
| 203                                 | Kenny Bouvry (BEL)          | AB                   |
| 204                                 | Justin Jules (FRA)          | AB                   |
| 205                                 | Sam Lennertz (BEL)          | AB                   |
| 206                                 | Antoine Leleu (BEL)         | AB                   |
| 207                                 | Dimitri Peyskens (BEL)      | AB                   |
| 208                                 | Yannick Mayer (GER)         | AB                   |
| Directeur sportif : Willy Teirlinck |                             |                      |

| Verandas Willems VWT                  | Verandas Willems VWT     | Verandas Willems VWT |
| ------------------------------------- | ------------------------ | -------------------- |
| Num                                   | Coureur                  | Pos                  |
| 211                                   | Brecht Dhaene (BEL)      | AB                   |
| 212                                   | Joeri Calleeuw (BEL)     | AB                   |
| 213                                   | Jari Verstraeten (BEL)   | AB                   |
| 214                                   | Dries De Bondt (BEL)     | AB                   |
| 215                                   | Tim De Troyer (BEL)      | AB                   |
| 216                                   | Aidis Kruopis (LTU)      | AB                   |
| 217                                   | Jan Ghyselinck (BEL)     | AB                   |
| 218                                   | Christophe Prémont (BEL) | AB                   |
| Directeur sportif : Gautier De Winter |                          |                      |

| Superano Ham-Isorex SHI           | Superano Ham-Isorex SHI | Superano Ham-Isorex SHI |
| --------------------------------- | ----------------------- | ----------------------- |
| Num                               | Coureur                 | Pos                     |
| 221                               | Jelle Mannaerts (BEL)   | AB                      |
| 222                               | Jelle Donders (BEL)     | AB                      |
| 223                               | Kevin Suarez (BEL)      | AB                      |
| 224                               | Andy Leigh (GBR)        | AB                      |
| 225                               | Dillon Byrne (GBR)      | AB                      |
| 226                               | Kevin Verwaest (BEL)    | AB                      |
| 227                               | Gorik Gardeyn (BEL)     | AB                      |
| 228                               | Joren Touquet (BEL)     | AB                      |
| Directeur sportif : Peter Bauwens |                         |                         |

| 3M MMM                              | 3M MMM                   | 3M MMM |
| ----------------------------------- | ------------------------ | ------ |
| Num                                 | Coureur                  | Pos    |
| 231                                 | Edwig Cammaerts (BEL)    | AB     |
| 232                                 | Gertjan De Vos (BEL)     | AB     |
| 233                                 | Laurent Évrard (BEL)     | AB     |
| 234                                 | Piotr Havik (NED)        | AB     |
| 235                                 | Christophe Sleurs (BEL)  | AB     |
| 236                                 | Ricardo van Dongen (NED) | AB     |
| 237                                 | Michael Vingerling (NED) | AB     |
| 238                                 | Kenny Willems (BEL)      | AB     |
| Directeur sportif : Bernard Moerman |                          |        |

| An Post-ChainReaction SKT         | An Post-ChainReaction SKT | An Post-ChainReaction SKT |
| --------------------------------- | ------------------------- | ------------------------- |
| Num                               | Coureur                   | Pos                       |
| 241                               | Calvin Watson (AUS)       | AB                        |
| 242                               | Nicolas Vereecken (BEL)   | AB                        |
| 243                               | Emiel Wastyn (BEL)        | AB                        |
| 244                               | Jasper Bovenhuis (NED)    | AB                        |
| 245                               | Jack Wilson (IRL)         | AB                        |
| 246                               | Connor McConvey (IRL)     | AB                        |
| 247                               | Jordan Stannus (AUS)      | AB                        |
| 248                               | Jacob Scott (GBR)         | AB                        |
| Directeur sportif : Kurt Bogaerts |                           |                           |